# 墨脱艾麻
墨脱艾麻（学名：Laportea medogensis）是荨麻科艾麻属的植物，是中国的特有植物。分布于中国大陆的西藏等地，生长于海拔850米至1,600米的地区，多生于山坡半常绿和常绿阔叶林下阴湿处，目前尚未由人工引种栽培。